# Hospital General Universitario Nuestra Señora del Prado
El Hospital General Universitario Nuestra Señora del Prado es un hospital público gestionado por el Servicio de Salud de Castilla-La Mancha y ubicado en la ciudad española de Talavera de la Reina.
Fue inaugurado el 19 de febrero de 1974 por el entonces Ministro de Trabajo Licinio de la Fuente y está dedicado a la Virgen del Prado, patrona de la ciudad.
En el año 2006, el centro recibió una destacable reforma que le ayudó a superar los 60 000 m² y a disponer de tecnología de última generación.
El hospital está equipado con 312 camas, dispone de 37 especialidades, 9 quirófanos, consultas externas especializadas, urgencias y servicios centrales de diagnóstico y rehabilitación.

## Área de influencia
Dentro del Servicio de Salud de Castilla-La Mancha, además de atender a la ciudad, da servicio a toda la comarca, a parte del Valle del Tiétar, e incluso a algunos municipios de la provincia de Ávila a través de un convenio suscrito entre el gobierno de Castilla-La Mancha y el de Castilla y León. En total, se estima que da servicio a casi 200 000 personas.